# بلر مودی
آرتور ادسن بلر مودی (به انگلیسی: Arthur Edson Blair Moody) سناتور سابق عضو حزب دموکرات ایالات متحده آمریکا بود. وی در سال ۱۹۵۱ تا ۱۹۵۲ میلادی سناتور ایالت میشیگان در سنای ایالات متحده آمریکا بود.